# Malgretoute (Trinidad y Tobago)
Malgretoute es una localidad de Trinidad y Tobago, que forma parte de la región de Princes Town.

## Geografía
La localidad abarca parte de la isla Trinidad y limita al norte con Iere Village, al sur con Cedar Hill y Borde Narve, al este con Coryal Village, Buen Intento y Princes Town y al oeste con Iere Village, Cleghorn and Mt. Pleasant y Cedar Hill.

## Demografía
Datos demográficos de la localidad de Malgretoute:
| Gráfica de evolución demográfica de Malgretoute entre 2000 y 2011 |
|                                                                   |